# Синьковщина
Синьковщина — деревня в Гдовском районе Псковской области России. Входит в состав городского поселения «Гдов» Гдовского района.
Расположена в 6 км к северо-востоку от Гдова на побережье Чудского озера

## Население
Численность населения деревни по оценке на 2000 год составляет 31 житель.

## История
До 2005 года деревня входила в состав ныне упразднённой Гдовской волости.